# Flamanville (Bassa Normandia)
Flamanville è un comune francese di 1 759 abitanti situato nel dipartimento della Manica nella regione della Normandia.

## Storia

### Simboli
Lo stemma comunale si compone dei blasoni della famiglia Bazan de Flamanville (d'azzurro, a due gemelle d'argento, sormontate da un leone illeopardito dello stesso, armato, lampassato e coronato d'oro) e dei Sesmaisons (di rosso, a tre torri (o case) d'oro).

## Società

### Evoluzione demografica
Abitanti censiti